# Échelle TT

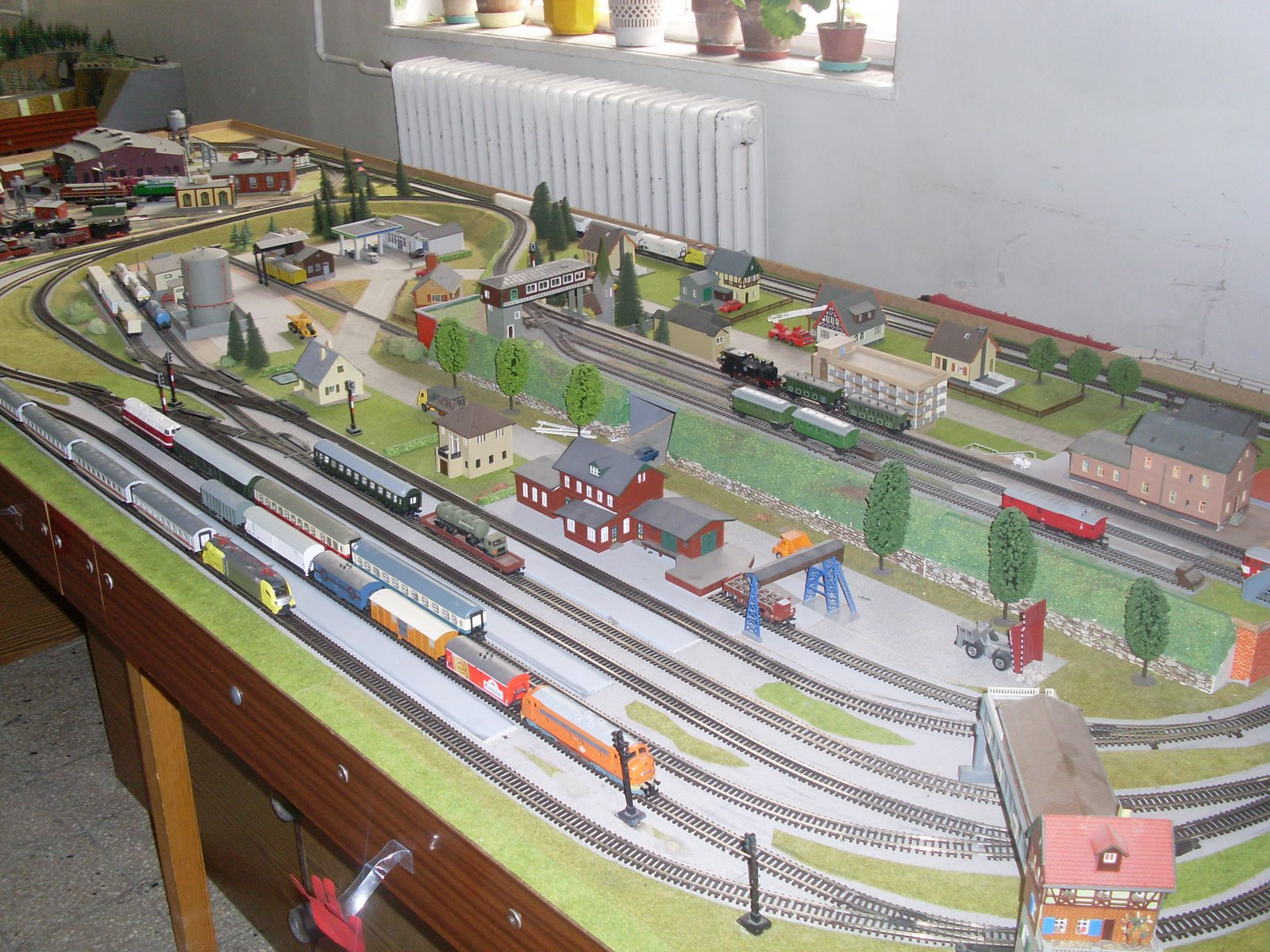
Maquette à l'échelle TT.

L'échelle TT est une échelle utilisée pour les trains miniatures.
L'échelle est de 1:120.
L'écartement standard de 1 435 mm donne une largeur de 12 mm.

## Écartements
| Échelle   | Voie                | Écartement modélisme | Écartement vrai grandeur | Variantes              |
| --------- | ------------------- | -------------------- | ------------------------ | ---------------------- |
| TT        | Écartement standard | 12 mm                | 1 435 mm                 | de 1 250 mm à 1 700 mm |
| TTm       | Voie métrique       | 9 mm                 | 1 000 mm                 | de 850 mm à 1 250 mm   |
| TTe       | Voie étroite        | 6,5 mm               | 750 mm, 760 mm et 800 mm | de 650 mm à 850 mm     |
| TTf (TTi) | Voie Decauville     | 4,5 mm               | 500 mm à 600 mm          | de 400 mm à 650 mm     |
| TTp       | faible écartement   | 3 mm                 | 381 mm                   | de 300 mm à 400 mm     |